# Банатска република
Банатската република (на немски: Banater Republik; на унгарски: Bánáti Köztársaság; на румънски: Republica bănățeană; на сръбски: Banatska republika) е самообявила се държава, просъществувала в Банат между ноември 1918 година и февруари 1919 година, при разпадането на Австро-Унгария в края на Първата световна война.
При обявяването на републиката е формирано Банатско народно вече от представители на четирите основни народа в областта: немци, унгарци, сърби и румънци.
За граждански повереник на Република е избран д-р Ото Рот, а като военен – Алберт Барт. Унгарското правителство признава независимостта на Банатската република.
Банатската република просъществува съвсем кратко и е поделена посредством окупация между Кралство Сърбия и Кралство Румъния, въз основа на решенията на Великата народна скупщина на сърби, буневци и останалите славяни в Банат, Бачка и Бараня от 25 ноември 1918 г. и Декларацията от Алба Юлия от 1 декември 1918 г.
През април 1920 г., германците от Банат изпращат предложение до Парижка мирна конференция с обновено предложение и за името на държавата като Република Банатия, която да включва и съседната Бачка, и да е разделена на кантони подобно на Швейцария, като отделните кантони ще се управляват от представители на преобладаващата етническа група в отделните кантони. Предложението е отхвърлено от представителите на Антантата.
Републиката има 1.582.133 жители, от които:
- 592.049 (37,42%) румънци
- 387.545 (24,50%) немци
- 284.329 (17,97%) сърби
- 242.152 (15,31%) унгарци
- други етноси, като словаци, хървати, русини и др.

Българите в Банат не се представени като отделен народ.
Според конфесията, жителите са:
- 855.852 (54,10%) православни
- 591.447 (37,38%) католици
- членове на малки религиозни групи, сред които калвинисти, лутерани и евреи.